# قطعنامه ۵۸۲ شورای امنیت
قطعنامه ۵۸۲ شورای امنیت سازمان ملل متحد که در تاریخ ۲۴ فوریه ۱۹۸۶ تصویب شد، سندی بین‌المللی دربارهٔ ایران-عراق است. این قطعنامه طی نشست ۲۶۶۶ام با ۱۵ موافق، ۰ مخالف و ۰ ممتنع تصویب شد. ایران قطعنامه را قبول نکرد . در سال بعد قطعنامه ۵۸۸ شورای امنیت سازمان ملل در مهر ۶۵ تصویب شد.

## تصویب

### پیشینه
در مارس ۱۹۸۵ دبیرکل سازمان ملل، طرح ۸ ماده‌ای را به شورای امنیت ارسال کرد که پیشنهادهای سازمان ملل برای آتش‌بس در جنگ ایران و عراق بود. در جبهه‌های جنگ نیز نیروهای ایرانی توانسته بودند با چند عملیات موفق و بزرگ همچون والفجر ۸، موازنه قدرت را به سمت خود بازگردانند. مجموعه عوامل آماده شد تا شورای امنیت جلسه‌ای را تشکیل دهد و طرح آتش‌بس را بررسی نماید. پیش از این، ایران شورای امنیت را تحریم کرده بود و در جلسات آن شرکت نمی‌کرد. از روح‌الله خمینی رهبر وقت جمهوری اسلامی درخواست شد تا نماینده ایران در این جلسه شرکت نمایند اما او در ۲ اسفند با حضور نماینده ایران در شورای امنیت مخالفت کرد.

### جلسه تصویب
با درخواست عراق و هشت کشور عضو اتحادیه عرب، جلسه شورای امنیت برقرار شد. قطعنامه ۵۸۲ شورای امنیت سازمان ملل متحد در تاریخ ۲۴ فوریه ۱۹۸۶ / ۵ اسفند ۱۳۶۴ طی نشست ۲۶۶۶ام با ۱۵ موافق، ۰ مخالف و ۰ ممتنع تصویب شد. در جلسه تصویب این قطعنامه، نماینده عمان و عراق حاضر بودند. جلسه بررسی در ۳ اسفند برگزار شد و شورای در ۵ اسفند این قطعنامه را تصویب کرد.

## متن قطعنامه
شورا در این قطعنامه پس از اشاره به وقفه شش ساله خود و ادامه درگیری بین ایران و عراق، از اقدامات اولیه ای که جنگ ایران و عراق را آغاز کرد و ادامه درگیری‌ها ابراز تاسف کرد. در این قطعنامه با یادآوری شش سال درگیری شورا با مسئله و با ابراز نگرانی نسبت به طولانی شدن درگیری و تعهد اعضای سازمان ملل به حل و فصل صلح‌آمیز اختلافات و یادآوری تعهّد اعضا به خودداری از کاربرد گازهای خفه کننده و مسموم در جنگ‌ها و تأکید بر غیرقابل قبول بودن کسب اراضی از راه زور، از اقدامات اولیه‌ای که سبب بروز و ادامه منازعه شده، ابراز تاسف گردیده است. در این قطعنامه همچنین از تشدید حملات به مناطق غیرنظامی، حمله به کشتی‌های بی‌طرف و استفاده از سلاح‌های شیمیایی اظهار تاسف شده و خواهان آتش‌بس گردیده است.

## واکنش‌ها

### عراق
نماینده عراق در سازمان ملل اعلام کرد که این قطعنامه را در صورتی که طرف ایرانی بدون هیچ قید و شرطی بپذیر، پذیراست.

### ایران
مقامات ایران، اعلام کردند که حکومت ایران هیچ امیدی به شورای امنیت نداشته و ندارد و این قطعنامه را بی اثر دانست. درخواست ایران در این پیام، اعلام طرف آغازگر جنگ و محکوم شدن او بود.
رسانه‌های ایرانی، نقدهایی که به قطعنامه‌های گذشته داشتند، به این قطعنامه تکرار کردند. مواردی چون عدم اشاره به نزاع و جنگ به جای وضعیت در متن قطعنامه، معرفی نکردن طرف آغازگر جنگ و سخن نگفتن از تنبیه متجاوز.